# Высоцкий, Валерий (певец)
Вале́рий Высо́цкий (пол. Walery Wysocki; 4 июня 1835, Радомско — 12 октября 1907, Львов) — польский оперный певец (бас) и музыкальный педагог.

## Биография
Валерий Высоцкий получил образование в Варшавской консерватории. Позже он учился у Франческо Ламперти. Оперный дебют Высоцкого состоялся в Одессе. С 1860 года он выступал в Варшаве. Выступал он также в Италии: миланском театре «Ла Скала» и в Турине.
С 1868 года Высоцкий занимался преподаванием в Варшаве. В 1885 году он стал профессором Варшавской консерватории. Среди учеников Валерия Высоцкого многие известные вокалисты, в том числе Адам Дидур, Чеслав Заремба, Саломея Крушельницкая, Хелена Рушковская-Збоиньская, Янина Королевич-Вайдова, Александр Мишуга, Модест Витошинский и другие. Высоцкий разработал свою собственную методику пения, в которой особенное внимание уделялось развитию дикции.